# Lycaena buddhista
Lycaena buddhista är en fjärilsart som beskrevs av Alphéraky 1882. Lycaena buddhista ingår i släktet Lycaena och familjen juvelvingar. Inga underarter finns listade i Catalogue of Life.